# Cattleya herbacea
Cattleya herbacea là một loài thực vật có hoa trong họ Lan. Loài này được Rojas Acosta mô tả khoa học đầu tiên năm 1897.